# Asteroide tipo T
Asteroides tipo T são asteroides raros escuros de composição desconhecida, com um espectro que tende para o vermelho. Até o momento não foi encontrada nenhuma meteorito conhecido deste tipo. Eles são, provavelmente, anidro e relacionadas aos asteroides dos tipos P e D. Ou são possivelmente asteroides do tipo C alterados.
Algumas delas são encontradas nas partes média e externa do cinturão de asteroides, bem como fora dele entre os asteroides troianos de Júpiter (3317 Páris). Um exemplo de membro deste agrupamento é o asteroide 114 Kassandra.
Esta categoria inclui os asteroides com superfícies parcialmente alteradas devido a colisões ou aquecimento local, na qual não acontece a sua fusão total.

## Ligações externa
Типы астероидов (em russo)